# مجاز (بيان)

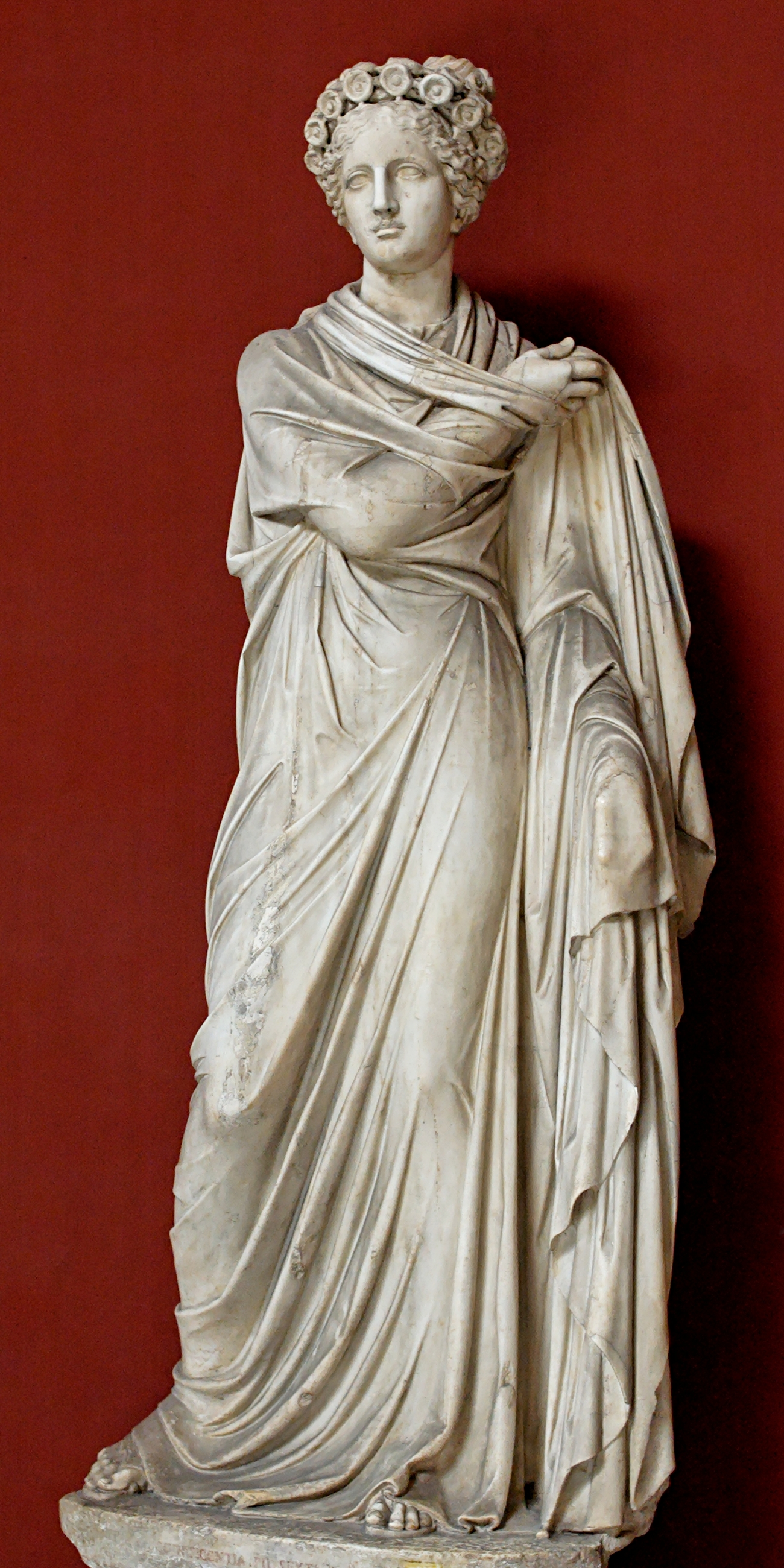

المجاز يطلق عند أهل علم البيان على اللفظ المستعمل لغير ما وضع له من معان.
مثال قول عنترة بن شداد:
هلا سألت الخيل يابنة مالك

إن كنت جاهلة بما لم تعلم
أراد بقوله سألت الخيل سألت الفرسان أصحاب الخيل